# Romunski lev
Romunski lev (tudi romunski lej; iso koda: RON, simbol: L) je od leta 1867 uradna valuta na ozemlju današnje Republike Romunije. En lev se deli na sto banov. Trenutno je v obtoku četrta generacija te valute. Slednja je v uporabo stopila 1. julija 2005. 30. marca 2020 je menjalni tečaj za lev znašal 0,21 evra ali 0,23 ameriškega dolarja. Inflacija je bila v tem času 3,1 %.

## Ime
Ime lev (romunsko leu, množina lei) prihaja iz romunske besede leul, kar v prevodu pomeni lev. Romuni so se za takšno poimenovanje odločili po vzoru stare nizozemske valute leeuwendaalder (slo. levji dolar). Ime valute lev se uporablja tudi v sosednji Bolgariji. Zaradi nepraktične podobnosti imen so nekateri jeziki, med njimi tudi slovenščina, za ime romunske valute prevzeli njeno množinsko obliko. Dandanes se izraz lev v Romuniji uporablja kot vsesplošna oznaka za denar.

## Zgodovina
Prvi lev je stopil v obtok že leta 1867, ko sta se takrat združeni kneževini Romunija in Moldavija nahajali še pod suzerenstvom Osmanskega cesarstva. Zaradi visoke inflacije je bil leta 1947 v obtok sproščen drugi lev. Menjalni tečaj je znašal 20.000 : 1 v korist druge generacije. Ker se je v kratkem petletnem obdobju spet pojavila inflacija, je oblast 28. januarja 1952 predstavila tretjo generacijo valute. Ponovni inflaciji so se želeli izogniti z različnimi menjalnimi tečaji za različne oblike denarja. Tečaji so tako znašali od 20 : 1 pa do 400 : 1 v korist tretjega leva. Leta 2005 je v obtok stopila četrta generacija, ki je v uporabi še danes.

## Bankovci in kovanci

### Bankovci
Četrta generacija leva vključuje bankovce za 1, 5, 10, 50, 100 in 200 levov ter kovance za 1, 5, 10 in 50 banov. Na sprednji strani vseh bankovcev se nahajajo silhuete pomembnih osebnosti iz romunske zgodovine. Poleg osebnosti se na levi strani vsakega bankovca nahaja cvet ene izmed značilnih romunskih rastlin. Na zadnji strani so motivi, ki prikazujejo kulturne, zgodovinske in geografske značilnosti države. Bankovci so na otip gladki in plastični. Med štirimi različnimi kovanci ima vsak svojo kovinsko barvo.

#### Zaščita
Vsi bankovci so zavarovani z različnimi zaščitnimi elementi, ki so naključno razporejeni po obeh straneh.

### Kovanci
Med štirimi različnimi kovanci ima vsak svojo kovinsko barvo. Romunska narodna banka od leta 2010 dalje vsakoletno izdaja spominski kovanec za 50 banov.